# کفرقاهل
کفرقاهل (به عربی: كفرقاهل) یک منطقهٔ مسکونی در لبنان است که در شهرستان کوره واقع شده‌است.
 کفرقاهل ۱۷۳ کیلومتر مربع مساحت و Not نفر جمعیت دارد.